# Planta de Tratamiento de Agua Potable La Atarjea
La Planta de Tratamiento de Agua-La Atarjea es una estación de tratamiento de agua potable situada en el distrito limeño de El Agustino, abastece de agua potable a la ciudad de Lima desde su creación en 1956.

## Historia
Fue inaugurada el 28 de julio de 1956. Su volumen de producción de agua, de cinco metros cúbicos por segundo, la convirtió así en la planta con mayor capacidad para potabilizar el agua en el mundo.
En 1969, se rediseñó la planta, para aumentar a 10 metros cúbicos por segundo el tratamiento de agua y actualmente este valor varia entre 16 y 18 metros cúbicos por segundo.
Existió un antiguo depósito de agua llamado Atarjea, establecido desde la época virreinal, en la parte trasera del cementerio Presbítero Maestro.

## El proceso del tratamiento del agua

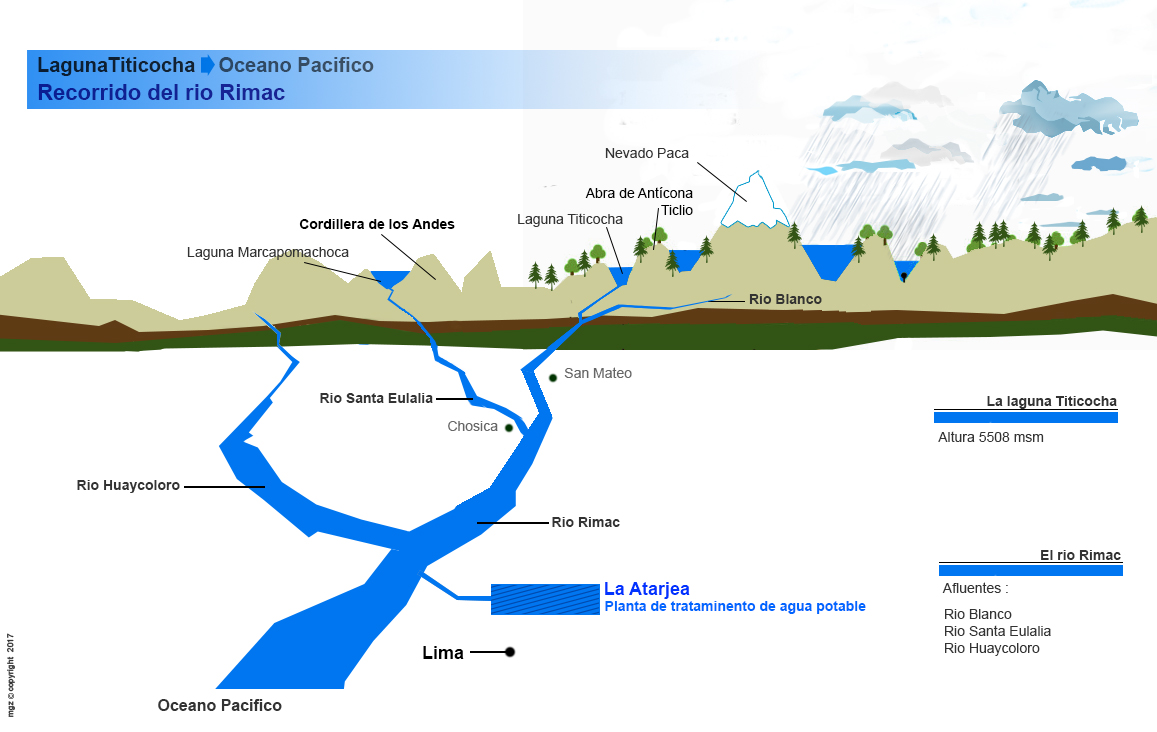
Recorrido del río Rimac

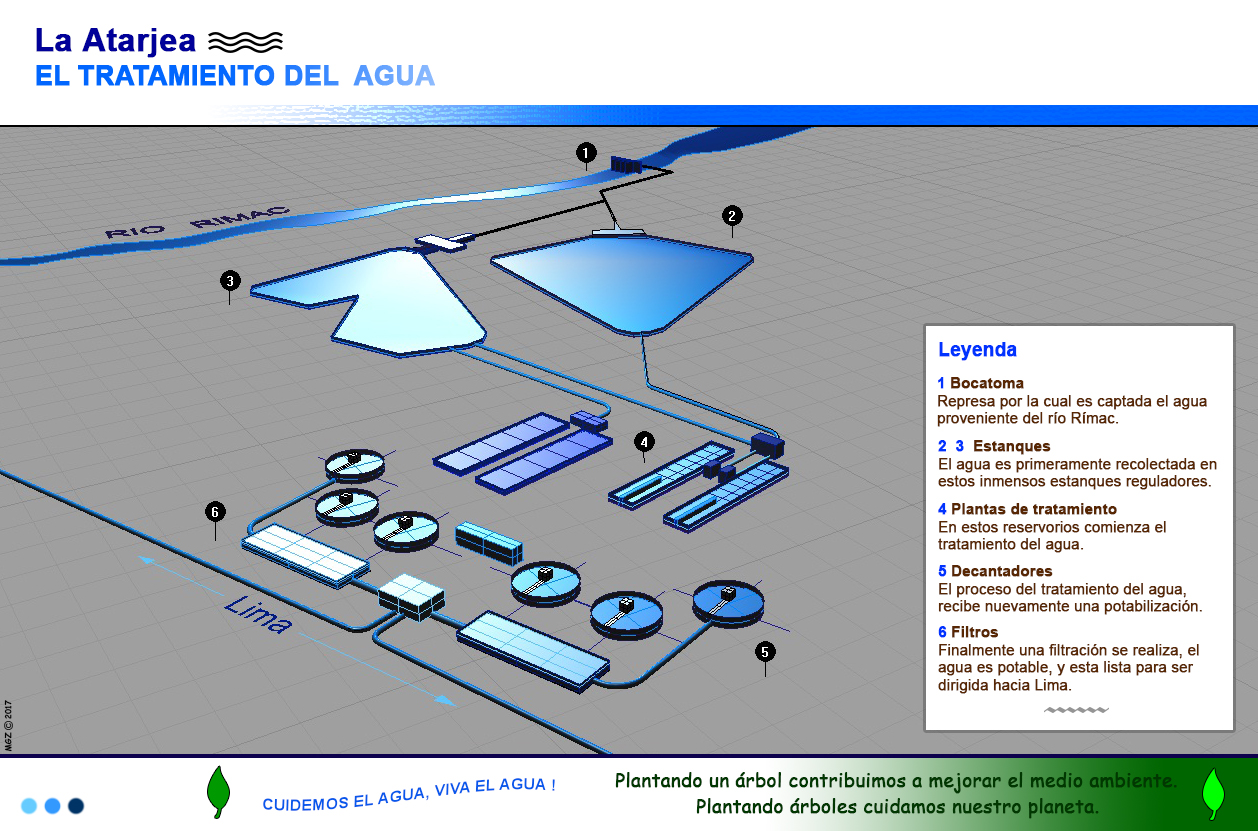
El proceso de tratamiento del agua

Tras recorrer varios kilómetros, entre quebradas angostas, anchas, pedregosas y por relieves diversos, el agua del río Rímac y algunas lagunas, desciende a gran velocidad en verano, desde alturas muy elevadas hacia la capital.

El agua es captada en su recorrido y caída vertiginosa de 5000 metros por las bocatomas de la planta de tratamiento de agua de la Atarjea.
Su tratamiento consiste en purificar el agua para que esta sea potable, es decir, apta para el consumo humano.
El sistema cuenta con varios dispositivos para este fin, como por ejemplo desarenadores, estanques reguladores,
decantadores, pozos filtradores y reservorios.
La producción de agua potable depende del caudal del río Rímac, del porcentaje de turbidez del agua, por eso tiene una capacidad de abastecimiento variable. En condiciones óptimas la producción máxima de la planta abastece seis millones de habitantes.